# Radiospongilla sansibarica
Radiospongilla sansibarica är en svampdjursart som först beskrevs av W. Weltner 1895.  Radiospongilla sansibarica ingår i släktet Radiospongilla och familjen Spongillidae. Inga underarter finns listade i Catalogue of Life.